# Redoute de Ravenoville
La redoute de Ravenoville est un ancien édifice militaire qui se dresse sur la commune française de Sainte-Mère-Église dans le département de la Manche, en région Normandie.

## Localisation
L'édifice est situé sur le territoire de l'ancienne commune de Ravenoville.

## Historique
Le bâtiment est édifié sous le règne de Louis XIV pour contribuer à protéger le Cotentin d'un débarquement anglais. La redoute est construite dans la seconde moitié du XVIIe siècle.
L'édifice est profondément transformé au XIXe siècle.
La redoute fait l’objet d’une inscription au titre des monuments historiques par arrêté du 14 septembre 1992 : la redoute, y compris ses fossés, fait l'objet de l'inscription, à l'exception à l'exception du bâtiment à l'intérieur.